# Deronectes fosteri
Deronectes fosteri är en skalbaggsart som beskrevs av Orangel Antonio Aguilera Socorro och Ignacio Ribera 1996. Deronectes fosteri ingår i släktet Deronectes och familjen dykare. Inga underarter finns listade i Catalogue of Life.